# Arte contemporanea sudafricana
L'arte contemporanea Sudafricana è l'arte contemporanea prodotta in Sudafrica e la produzione di artisti di nazionalità o di origine sudafricana.

## Esposizioni di arte contemporanea sudafricana
Art from South Africa, organizzata al Museum of Modern Art di Oxford nel 1990 da David Elliott è un'esposizione di arte contemporanea sudafricana organizzata durante il boicottaggio internazionale del Sudafrica organizzato dal ANC African National Congress contro l'apartheid. In occasione della conferenza organizzata ad Amsterdam nel 1987 dal titolo Culture in Another South Africa (Cultura in un altro Sudafrica), l'ANC lascia intendere un'apertura a condizione che la mostra sia organizzata in collaborazione con strutture artistiche sudafricane vicine al partito come Visual Arts Group e che presenti una cultura della resistenza contro il regime di Pretoria; David Elliott comincia ad organizzare l'esposizione presentando oltre 150 opere di 65 artisti che stimolano il dibattito sulla relazione tra arte, politica e resistenza. Secondo 
l'esposizione è molto controversa per la situazione politica all'interno della quale è organizzata e per il difficile sforzo di non essere "razziale" e presentare sia la produzione di artisti bianchi che neri.
La produzione contemporanea sudafricana riceve grande visibilità internazionale alla fine dell'apartheid, quando il paese festeggia la sua indipendenza, esce dal boicottaggio internazionale e l'attenzione del mondo si concentra sulla nazione. Subito la prima Biennale di Johannesburg del 1995 si pone come un'occasione di apertura e dialogo tra gli artisti sudafricani e il mondo.
Nel 1995 una parte della mostra Seven Stories about Modern Art in Africa si focalizza sulla produzione Sudafricana ed è curata da David Koloane ed esposta alla Whitechapel Art Gallery di Londra.
Nel 1996 la mostra Colours: Kunst aus Sudafrika è curata da Alfons Hug e Sabine Vogel alla Casa delle Culture del Mondo di Berlino e Common and uncommon ground: South African art to Atlanta è curata da Steven Sack negli Stati Uniti.
Nel 2000 l'esposizione Cross, cross currents: contemporary art practice in South Africa è organizzata in Gran Bretagna da John Picton e Jannifer Law.
Nel 2008 è organizzata a Cinisello Balsamo l'esposizione Za: giovane arte dal Sudafrica all'interno della quale cinque noti artisti sudafricani (Marlene Dumas, Kendall Geers, Berni Searle, Minnette Vári e Sue Williamson) insieme al curatore Lorenzo Fusi sono invitati a selezionare gli artisti partecipanti.
Il Sudafrica partecipa con un suo padiglione alla Biennale di arte di Venezia. Nel 1993 una selezione di artisti sudafricani partecipano all'esposizione collaterale alla Biennale di Venezia dal titolo Incroci del sud: arte contemporanea del Sudafrica (Affinities: contemporary South African art).

## Biennali e triennali
Il Sudafrica è sede della Triennale di Città del Capo (Cape Town Triennial) che viene organizzata per quattro edizioni, nel 1982, nel 1988 e nel 1991.
La Biennale di Johannesburg è organizzata per due edizioni nel 1995 e nel 1997. Cape Africa è una mostra biennale pubblicizzata con lo slogan "Not Another Biennale" (non un'altra biennale) e organizzata per la prima volta nel 2005.
Spier Contemporary è un'esposizione annuale di arte contemporanea sudafricana organizzata dall'Africa Centre (edizione 2007, 2010).
A partire dal 2008 viene organizzata la fiera d'arte di Johannesburg che mescola stand di gallerie commerciali a esposizioni di respiro internazionale e in particolare attente all'arte contemporanea africana. La prima fiera d'arte di Johannesburg si svolge nel 2008, la seconda nel 2009.

## Artisti
Gli artisti sudafricani che raggiungono per primi la notorietà internazionale sono, tra gli altri, Marlène Dumas, Kendell Geers, Berni Searle, Minnette Vári e Sue Williamson.
C'è però una seconda generazione di artisti, nati intorno alla fine degli anni settanta e l'inizio degli ottanta, che dall'anno duemila cominciano a essere riconosciuti a livello internazionale e che vengono definiti di 'post-apartheid'. Fanno parte di questa generazione artisti come Sean Slemon, Dineo Bopape, Nandipha Mntambo, Colleen Alborough, James Webb, Frances Goodman, e Zander Blom.

## Riviste
Le riviste hanno un ruolo fondamentale nel far conoscere e diffondere la produzione culturale sudafricana. Tra quelle che hanno un ruolo centrale nel promuovere l'arte contemporanea si possono menzionare "ADA: Architecture Design Art" (1986-1996), e più recentemente "Artthrob", "Chimurenga" (fondata nel 2002), "Art South Africa". La rivista "Drum" è spesso citata all'interno di esposizioni e pubblicazioni d'arte per il suo ruolo innovativo e di denuncia in particolare negli anni cinquanta e sessanta e per la sua capacità di formare e dare spazio a scrittori e fotografi sudafricani neri.